# Битва в Мэтуоне
Битва в Мэтуоне — перестрелка в городе Мэтуон (Западная Виргиния), произошедшая 19 мая 1920 года между местными шахтёрами и детективами агентства «Болдуин-Фелтс».

## Предыстория
Только что избранный президентом профсоюза «Объединённые работники горнодобывающей промышленности Америки» Джон Льюис выбрал округ Минго для организации профсоюза. В этот период шахтёры работали длинный рабочий день в опасных и вредных условиях, заработная плата была низкой. Положение усложняло то, что заработная плата выдавалась не в долларах, а в собственных купонах компании Stone Mountain Coal Company, которые принимались только в магазинах компании. Шахтёры не имели наличных денег, которые они могли бы свободно использовать. За несколько месяцев до событий в Мэтуоне, собравшиеся в профсоюз шахтёры других округов штата начали стачку, требуя 27 процентного увеличения оплаты труда. Для расширения движения среди шахтёров юга штата, профсоюз послал своих лучших организаторов, включая известную Мэри Харрис. Около 3000 человек вступили в профсоюз весной 1920 года. Они заполняли свои профсоюзные карточки в церкви, многие из них понимали, что они потеряют свою работу. Stone Mountain Coal Corporation ответила массовыми увольнениями, запугиваниями и выселениями.
Мэтуон, основанный в 1895 году, был маленьким независимым городом всего с несколькими выборными официальными лицами. Мэром был Кэбл Тестерман, шерифом — Сид Хэтфилд (родственник известного на всю Америку семейства). Оба они отказались уступить планам компании и встали на сторону шахтёров. В свою очередь, компания (Stone Mountain Coal Corporation) наняла себе боевиков, детективное агентство «Болдуин-Фелтс», называемое шахтёрами «Болдуины-душители», для выселения шахтёров из домов, принадлежавших компании. Сотни шахтерских семей провели весну в палатках.

## История
Группа из 13 детективов агентства «Болдуин-Фелтс» во главе с Ли Фелтсом прибыла в город утренним поездом № 29 для выселения семей, которые жили в палаточном лагере сразу за границами города. Шериф и его помощник Фред Бурграфф, предвидели проблемы и встретили детективов на железнодорожной станции. Детективы произвели несколько выселений перед тем, как пообедали в гостинице «Urias», после чего отправились на станцию, чтобы уехать на пятичасовом поезде обратно в Блуфилд (Западная Виргиния). В этот момент шериф Мэтоуна, Сид Хэтфилд выступил от лица выселенных семей. Хэтфилд, уроженец долины реки Таг-Форк, поддерживал действия шахтёров по организации профсоюза на южных угольных полях штата. Когда детективы шли к железнодорожной станции, они были перехвачены Хэтфилдом, который заявил, что имеет ордер, выданный шерифом округа Минго на их арест. Альберт Фелтс и его брат Ли Фелтс предъявили свой ордер на арест Хэтфилда. Изучив его, мэр Мэтуона Кэбл Тестерман назвал ордер незаконным. Детективы не подозревали, что они окружены вооруженными шахтёрами, наблюдавшими за ними через окна, дверные проёмы и с крыш зданий улицы Мейт-Стрит. Сведения о том, кем был сделан первый выстрел, противоречивы. Столкновение началось перед крыльцом скобяной лавки Чэмберса, которое стало известно как «битва в Мэтуоне». Последующая перестрелка привела к смерти семи детективов и трёх жителей города, включая братьев Фелтс и мэра Тестермана. Эта трагедия, наравне с такими событиями как Бойня в Ладлоу шестью годами раньше, стала поворотной точкой в борьбе шахтёров за свои права.

## Последующие события
Губернатор Джон Корнуэлл приказал полиции штата взять город под свой контроль. Хэтфилд и его люди не стали сдавать оружие, но организовали его хранение в скобяной лавке. Шахтеры, ободрённые успешным изгнанием детективов из города, усилили свою организацию. 1 июля профсоюз начал новую стачку. Томас Фелтс, старший из братьев, пытаясь отомстить за убитых братьев, тайно посылал своих людей для того, чтобы найти улики против Сида Хэтфилда и его людей. После того, как присяжные на суде по делу об убийстве Альберта Фелтса против Хэтфилда и 22 других человек вынесли оправдательный приговор, детективы агентства «Болдуин-Фелтс» 1 августа 1921 года расстреляли невооружённых шерифа Хэтфилда и его помощника Эда Чамберса на ступенях суда округа МакДауэлл в городе Уэлч (Западная Виргиния). Ни один из участников расстрела не был привлечён к ответственности, — расследования по факту произошдшего не проводилось, так как сразу было объявлено, что сотрудники «Болдуин-Фелтс» действовали в пределах необходимых мер самозащиты. Менее чем через месяц, шахтёры штата Западная Вирджиния собрались в столице штата Чарльстоне. Они были полны решимости организовать профсоюзы на южных угольных полях штата и начали свой поход в округ Логан Западной Виргинии. В пути тысячи шахтёров присоединились к походу, кульминацией которого стали события, известные как Битва у горы Блэр.

## В искусстве
События показаны в фильме 1987 года «Мэтуон», режиссёр Джон Сэйлз.